# ロンコ・カナヴェーゼ
ロンコ・カナヴェーゼ（伊: Ronco Canavese）は、イタリア共和国ピエモンテ州トリノ県にある、人口約300人の基礎自治体（コムーネ）。

## 名称
ピエモンテ語では「Ronch Canavèis」、フランコ・プロヴァンス語では「Ronk」。

## 地理

### 位置・広がり
ヴァッレ・ソアーナにある。

#### 隣接コムーネ
隣接するコムーネは以下の通り。括弧内のAOはヴァッレ・ダオスタ州所属を示す。
- コーニュ (AO)
- イングリア
- ロカーナ
- ポント＝カナヴェーゼ
- リボルドーネ
- スパローネ
- トラヴェルセッラ
- ヴァルプラート・ソアーナ

## 行政

### 山岳部共同体
ヴァッリ・オルコ・エ・ソアーナ山岳部共同体 (Comunità Montana Valli Orco e Soana) に所属する。

### 分離集落
ロンコ・カナヴェーゼには、以下の分離集落（フラツィオーネ）がある。
- Villanuova, Lilla, Bogera, Montelavecchia, Bosco, Boschietto, Boschettiera, Villaggio Betassa, Pinera, Grangia, Convento, Quandin, Puntagliera, Lasinetto, Pezzetto, Molino di Forzo, Tressi, Forzo, Cernisio, Scandosio